# Plommonlavmal
Plommonlavmal (Stenoptinea cyaneimarmorella) är en fjärilsart som beskrevs av Pierre Millière. Plommonlavmal ingår i släktet Stenoptinea och familjen äkta malar. Enligt den finländska rödlistan är arten nära hotad i Finland. Arten är reproducerande i Sverige. Artens livsmiljö är naturlundskogar. Inga underarter finns listade i Catalogue of Life.